# Danforth Foundation
Die Danforth Foundation wurde im Jahr 1927 gegründet und ist eine private und unabhängige Stiftung mit Sitz in St. Louis, Missouri, USA.

## Stifter
Die Stiftung trägt den Namen der Eheleute William H. Danforth, die die Danforth Foundation zwecks Festigung und Ausweitung ihrer humanitären Arbeit gründeten. William H. Danforth (* 1870; † 1955) war Mitbegründer und Vorsitzender der Ralston Purina Company. Er war ein Kurator des Berea College und wurde postum zu dessen Ehrenpräsidenten ernannt.
Wie die Eltern spielten auch die Tochter Dorothy Danforth Compton und der Sohn Donald Danforth während ihres ganzen Lebens eine aktive und führende Rolle in der Stiftung. Auch weitere Mitglieder der Familie waren an den Aktivitäten und als Stifter beteiligt.

## Ziele und Aktivitäten
Die Stiftung verfolgt das Ziel, bei der Revitalisierung der Region Saint Louis mitzuhelfen, um diese zu einer der herausragenden Städte der USA zu machen.
Um diese Mission zu erfüllen, konzentriert die Stiftung ihre Kräfte auf die Förderung der wirtschaftlichen Entwicklung in den Bereichen biologische Forschung von Pflanzen und Lebewesen, Weiterentwicklung der Stadtviertel und Belebung der Altstadt von Saint Louis.
Zur Profilierung unterstützt die Stiftung auch einzigartige Projekte, die auch über die St. Louis-Region hinaus Aufmerksamkeit erregen. Dazu gehört auch die Unterstützung der X-Prize Foundation mit 500.000 US-Dollar, die den Ansari X-Prize in Höhe von 10 Millionen US-Dollar für den ersten privaten Raumflug ausgeschrieben hat.
Zusätzlich werden auch religiöse Aktivitäten, Kleinkindmedizin und Bildungsprojekte unterstützt. Seit 1997 vergibt die Danforth Foundation auch exklusiv Stipendien im Großraum Saint Louis.